# 密度矩陣

從白熾燈（1）發射出的光子處於完全隨機偏振混合態（2），密度矩陣為
。
通過垂直平面偏振器（3）之後，光子處於垂直偏振純態（4），密度矩陣為
。

在量子力學裏，密度算符（英語：density operator）與其對應的密度矩陣（英語：density matrix）專門描述混合態量子系統的物理性質。純態是一種可以直接用態向量 {\displaystyle |\psi \rangle } 來描述的量子態，混合態則是由幾種純態依照統計機率組成的量子態。假設一個量子系統處於純態 {\displaystyle |\psi _{1}\rangle } 、{\displaystyle |\psi _{2}\rangle } 、{\displaystyle |\psi _{3}\rangle } 、……的機率分別為 {\displaystyle w_{1}} 、{\displaystyle w_{2}} 、{\displaystyle w_{3}} 、……，則這混合態量子系統的密度算符 {\displaystyle \rho } 為
{\displaystyle {\rho }=\sum _{i}w_{i}|\psi _{i}\rangle \langle \psi _{i}|} 。
注意到所有機率的總和為1：
{\displaystyle \sum _{i}w_{i}=1} 。
假設 {\displaystyle \{|b_{i}\rangle ,\quad i=1,2,3,\dots ,n\}} 是一組規範正交基，則對應於密度算符的密度矩陣 {\displaystyle \varrho } ，其每一個元素 {\displaystyle \varrho _{ij}} 為
{\displaystyle \varrho _{ij}=\langle b_{i}|\rho |b_{j}\rangle =\sum _{k}w_{k}\langle b_{i}|\psi _{k}\rangle \langle \psi _{k}|b_{j}\rangle } 。
對於這量子系統，可觀察量 {\displaystyle A} 的期望值為
{\displaystyle \langle A\rangle =\sum _{i}w_{i}\langle \psi _{i}|{A}|\psi _{i}\rangle =\sum _{i}\langle b_{i}|{\rho }{A}|b_{i}\rangle =\operatorname {tr} ({\rho }{A})} ，
是可觀察量 {\displaystyle A} 對於每一個純態的期望值 {\displaystyle \langle \psi _{i}|{A}|\psi _{i}\rangle } 乘以其權值 {\displaystyle w_{i}} 後的總和。
混合態量子系統出現的案例包括，處於熱力學平衡或化學平衡的系統、製備歷史不確定或隨機變化的系統（因此不知道到底系統處於哪個純態）。假設量子系統處於由幾個糾纏在一起的子系統所組成的純態，則雖然整個系統處於純態，每一個子系統仍舊可能處於混合態。在量子退相干理論裏，密度算符是重要理論工具。
密度算符是一種線性算符，是自伴算符、非負算符、跡數為1的算符。關於密度算符的數學形式論是由約翰·馮·諾伊曼與列夫·郎道各自獨立於1927年給出。:48-55

## 純態與混合態
假設一個量子系統的量子態是純態，則這量子態可以用態向量表示為 {\displaystyle |\psi \rangle } 。幾種純態依照機率組成的量子態稱為混合態。例如，假設一個量子系統處於純態 {\displaystyle |\psi _{1}\rangle } 、{\displaystyle |\psi _{2}\rangle } 的機率都為50%，則這量子系統處於混合態。密度矩陣專門用來表示混合態。任何量子態，不管是純態，還是混合態，都可以用密度矩陣表示。
混合態與疊加態的概念不同，幾種純態通過量子疊加所組成的疊加態仍舊是純態。例如，{\displaystyle (|\psi _{1}\rangle +|\psi _{2}\rangle )/{\sqrt {2}}} 是個純態。

### 光子偏振案例
光子的兩種圓偏振態，右旋圓偏振態與左旋圓偏振態，分別以態向量 {\displaystyle |R\rangle } 、{\displaystyle |L\rangle } 標記。光子也可能處於疊加態，例如，垂直偏振態與水平偏振態分別為 {\displaystyle (|R\rangle +|L\rangle )/{\sqrt {2}}}  、{\displaystyle (|R\rangle -|L\rangle )/{\sqrt {2}}} 。更一般地，光子偏振所處於的疊加態可以表示為 {\displaystyle \alpha |R\rangle +\beta |L\rangle } ；其中，{\displaystyle \alpha } 、{\displaystyle \beta } 是係數。這一般式可以表示平面偏振態、圓偏振態、橢圓偏振態等等。
假若讓處於疊加態 {\displaystyle (|R\rangle +|L\rangle )/{\sqrt {2}}} 的光子通過左旋圓偏振器，則出射的光子處於左旋圓偏振態 {\displaystyle |L\rangle } ；假若通過右旋圓偏振器，則出射的光子處於右旋圓偏振態 {\displaystyle |R\rangle } 。對於這兩種圓偏振模，光子強度都會減半，貌似意味著疊加態 {\displaystyle (|R\rangle +|L\rangle )/{\sqrt {2}}} 的一半光子處於量子態 {\displaystyle |R\rangle } ，另一半處於量子態 {\displaystyle |L\rangle } ，但這種解釋並不正確，處於量子態 {\displaystyle |R\rangle } 與 {\displaystyle |L\rangle } 的光子都有可能被垂直平面偏振器吸收，但是處於量子態 {\displaystyle (|R\rangle +|L\rangle )/{\sqrt {2}}} 的光子不會被垂直平面偏振器吸收。
從白熾燈發射出的光子是一種非偏振態光子，不能用疊加態 {\displaystyle \alpha |R\rangle +\beta |L\rangle } 來描述。特別而言，與平面偏振態光子不同，它通過任何偏振器後都會失去50%強度，與圓偏振態光子不同，使用波片（waveplate）不能直接將它改變為平面偏振態光子。非偏振態光子可以描述為，處於 {\displaystyle |R\rangle } 的機率是50%，處於 {\displaystyle |L\rangle } 的機率是50%。它也可以描述為，處於垂直偏振態的機率是50%，處於水平偏振態的機率是50%。
非偏振態光子的量子態不是純態，而是由幾種純態依照統計機率組成。它可以由50%右旋圓偏振態與50%左旋圓偏振態組成，或者，它可以由50%垂直偏振態與50%水平偏振態組成。這兩種組合無法做實驗辨識區分，因此它們被視為同樣的混合態。密度算符含有混合態的所有資料，足夠計算任何關於混合態的可測量性質。
混合態到底源自何處？試想非偏振態光子是怎樣製成的。一種方法是利用處於動力學平衡的系統，這系統擁有很多個微觀態（microstate），伴隨每一個微觀態都有其發生的機率（波茲曼因子），它們會因熱力學漲落（thermal fluctuation）從一個微觀態變換到另一個微觀態。熱力學隨機性可以解釋白熾燈怎樣發射非偏振光子。另一種方法是引入不確定性於系統的製備程序，例如，將光束通過表面粗糙的雙折射晶體，使得光束的不同部分獲得不同偏振。第三種方法應用EPR機制，有些放射性衰變會發射兩個光子朝著反方向移動離開，這糾纏系統的量子態為 {\displaystyle (|R,L\rangle +|L,R\rangle )/{\sqrt {2}}} ，整個系統是處於純態，但是每一個光子子系統的物理行為如同非偏振態光子，從分析光子子系統的約化密度算符，可以得到這結論。
一般而言，混合態時常會出現於幾種純態的統計性混合（例如熱力學平衡）、製備程序的不確定性（例如光子可能移動於稍微不同路徑）、包含在糾纏系統內的子系統（例如EPR機制）。

### 數學表述

#### 純態
假設一個量子系統的量子態是純態，則這量子態可以用態向量表示為 {\displaystyle |\psi \rangle } ，對應的密度算符定義為:309-313
{\displaystyle \rho \ {\stackrel {def}{=}}\ |\psi \rangle \langle \psi |} 。
從密度算符的形式，可以推論密度算符是自伴算符：
{\displaystyle \rho ^{\dagger }=(|\psi \rangle \langle \psi |)^{\dagger }=|\psi \rangle \langle \psi |=\rho } 。
假設，物理量 {\displaystyle A} 是這量子系統的可觀察量，其本徵值為 {\displaystyle a_{i}} 的本徵態 {\displaystyle |a_{i}\rangle ,\quad i=1,\ 2,\ 3,\ \cdots ,n} 形成一個規範正交基 {\displaystyle \{|a_{i}\rangle \}} ，則對可觀察量 {\displaystyle A} 做測量得到 {\displaystyle a_{i}} 的機率 {\displaystyle {\mathcal {P}}(a_{i})}為:96-99
{\displaystyle {\begin{aligned}{\mathcal {P}}(a_{i})&\ {\stackrel {def}{=}}\ |\langle a_{i}|\psi \rangle |^{2}=\langle a_{i}|\psi \rangle \langle \psi |a_{i}\rangle \\&=\sum _{k}\langle a_{k}|a_{i}\rangle \langle a_{i}|\psi \rangle \langle \psi |a_{k}\rangle \\&=\sum _{k}\langle a_{k}|\Lambda (a_{i})\rho |a_{k}\rangle \\&={\hbox{tr}}(\Lambda (a_{i})\rho )\\\end{aligned}}} ；
其中，{\displaystyle \Lambda (a_{i})\ {\stackrel {def}{=}}\ |a_{i}\rangle \langle a_{i}|} 是對應於本徵態 {\displaystyle |a_{i}\rangle } 的投影算符，{\displaystyle {\hbox{tr}}()} 是跡數。
做實驗測量可觀察量 {\displaystyle A} 獲得的期望值為
{\displaystyle {\begin{aligned}\langle A\rangle &\ {\stackrel {def}{=}}\ \sum _{i}a_{i}{\mathcal {P}}(a_{i})=\sum _{i}a_{i}\langle a_{i}|\psi \rangle \langle \psi |a_{i}\rangle \\&=\sum _{i}a_{i}\langle a_{i}|\rho |a_{i}\rangle =\sum _{i}\langle a_{i}|A\rho |a_{i}\rangle ={\hbox{tr}}(A\rho )\\\end{aligned}}} 。
這種可觀察量的期望值與跡數運算之間的關係稱為跡定則（trace rule）。:36對於不同的規範正交基，跡數是個不變量。採用任何規範正交基，都可以計算出同樣跡數。另外，機率公式與期望值公式對於密度算符都具有線性，這是很優良的性質，這意味著機率公式與期望值公式也適用於幾個密度算符的線性組合。
由於 {\displaystyle |\psi \rangle } 被歸一化， 密度算符的跡數為1：
{\displaystyle {\begin{aligned}{\hbox{tr}}(\rho )&={\hbox{tr}}(|\psi \rangle \langle \psi |)=\sum _{i}\langle a_{i}|\psi \rangle \langle \psi |a_{i}\rangle \\&=\sum _{i}\langle \psi |a_{i}\rangle \langle a_{i}|\psi \rangle =\langle \psi |\psi \rangle =1\\\end{aligned}}} 。
對於任意歸一化量子態 {\displaystyle \phi } ，
{\displaystyle 0\leq \langle \phi |\rho |\phi \rangle =\langle \phi |\psi \rangle \langle \psi |\phi \rangle =|\langle \phi |\psi \rangle |^{2}\leq 1} ，
所以，密度算符是非負算符（nonnegative operator）。

#### 混合態
將先前純態密度算符的定義式加以延伸，假設在一個量子系統處於純態 {\displaystyle |\psi _{1}\rangle } 、{\displaystyle |\psi _{2}\rangle } 、{\displaystyle |\psi _{3}\rangle } 、……的機率分別為 {\displaystyle w_{1}} 、{\displaystyle w_{2}} 、{\displaystyle w_{3}} 、……，則這混合態量子系統的密度算符 {\displaystyle \rho } 為:311-313
{\displaystyle {\rho }\ {\stackrel {def}{=}}\ \sum _{i}w_{i}|\psi _{i}\rangle \langle \psi _{i}|} 。
每一個機率都是非負實值，所有機率的總和為1：
{\displaystyle 0\leq w_{i}\leq 1} ，
{\displaystyle \sum _{i}w_{i}=1} 。
按照「無知詮釋」，這種量子系統確定是處於某個純態{\displaystyle \psi _{i}}，但是無法知道到底是哪一個純態。這種可以用無知詮釋來論述的量子系統稱為「真混合物」（proper mixture），否則，稱為「瑕混合物」（improper mixture）。
回想在純態段落裏，機率公式與期望值公式對於密度算符都具有線性，這意味著對於混合態的密度算符，這些公式也都適用。加以延伸後的密度算符，也具有先前純態的密度算符所擁有的性質：
- 密度算符是自伴算符：{\displaystyle \rho =\rho ^{\dagger }} 。
- 密度算符的跡數為1：{\displaystyle {\hbox{tr}}(\rho )=1} 。
- 對可觀察量 {\displaystyle A} 做測量得到 {\displaystyle a_{i}} 的機率為 {\displaystyle {\mathcal {P}}(a_{i})={\hbox{tr}}(\Lambda (a_{i})\rho )} 。
- 做實驗測量可觀察量 {\displaystyle A} 獲得的期望值為 {\displaystyle \langle A\rangle ={\hbox{tr}}(A\rho )} 。
- 密度算符是非負算符：{\displaystyle 0\leq \langle \phi |\rho |\phi \rangle \leq 1} 。

由於密度算符 {\displaystyle \rho } 是自伴算符，它具有譜表示
{\displaystyle \rho =\sum _{i}a_{i}|a_{i}\rangle \langle a_{i}|} ；
其中，{\displaystyle |a_{i}\rangle } 是本徵值為 {\displaystyle a_{i}} 的本徵態，所有 {\displaystyle |a_{i}\rangle } 形成一個規範正交基。
按照自伴算符的定義，每一個本徵值 {\displaystyle a_{i}} 是它自己的共軛：
{\displaystyle a_{i}=a_{i}^{*}} 。
由於密度算符 {\displaystyle \rho } 是非負算符，每一個本徵值 {\displaystyle a_{i}} 都是非負值。
由於密度算符 {\displaystyle \rho } 的跡數為1，
{\displaystyle \sum _{i}a_{i}=1} 。
給定一個量子系統，其所有可能的密度算符組成一個凸集。假設 {\displaystyle \rho _{i},\quad i=1,2,3,...,n} 屬於這凸集，則 {\displaystyle \rho =\sum _{i}c_{i}\rho _{i}} 也屬於這凸集；其中，{\displaystyle 0\leq c_{i}\leq 1} 是係數，{\displaystyle \sum _{i}c_{i}=1} 。:51

### 用密度算符辨認純態與混合態
由於純態的密度算符定義式為:311-313
{\displaystyle \rho \ {\stackrel {def}{=}}\ |\psi \rangle \langle \psi |} ，
所以純態的密度算符具有特徵
- {\displaystyle \rho ^{2}=\rho } 。
- {\displaystyle {\hbox{tr}}(\rho ^{2})={\hbox{tr}}(\rho )=1} 。

否則，非純態的密度算符遵守關係式
{\displaystyle {\hbox{tr}}(\rho ^{2})<{\hbox{tr}}(\rho )=1} 。
另外，將純態的密度矩陣 {\displaystyle \varrho } 對角化後，只能有一個對角元素等於1，其它對角元素都等於0，例如，一種形式為:178-183
{\displaystyle \varrho ={\begin{bmatrix}0&0&0&\cdots &0\\0&1&0&\cdots &0\\0&0&0&\cdots &0\\\vdots &\vdots &\vdots &\ddots &\vdots \\0&0&0&\cdots &0\\\end{bmatrix}}} 。
量子態的純度{\displaystyle \gamma } 定義為
{\displaystyle \gamma ={\hbox{tr}}(\rho ^{2})} 。
純態的純度為1。處於N維希爾伯特空間、完全混合的混合態，其對角元素的數值為{\displaystyle 1/N} 、非對角元素的數值為0，其純度為{\displaystyle 1/N} 。:40-41
馮諾伊曼熵是另一種描述量子態混合程度的量度。

### 連續性本徵態基底
位置是一種連續性可觀察量，具有連續性本徵值譜，用這種可觀察量的連續性本徵態為基底，密度矩陣 {\displaystyle \varrho } 含有兩個位置參數 {\displaystyle x'} 、{\displaystyle x''} ：:186
{\displaystyle \varrho (x',x'')=\sum _{i}w_{i}\psi _{i}(x')\psi _{i}^{*}(x'')} 。
可觀察量 {\displaystyle A} 的期望值為
{\displaystyle \langle A\rangle ={\hbox{tr}}(A\rho )=\int \mathrm {d} x'\int \mathrm {d} x''\langle x'|A|x''\rangle \langle x''|\rho |x'\rangle } 。

### 複合系統
假設密度算符為 {\displaystyle \rho } 的複合系統是由兩個子系統 {\displaystyle A} 、{\displaystyle B} 組成，這兩個子系統的物理行為分別由其對應約化密度算符（reduced density operator） {\displaystyle \rho _{A}} 、{\displaystyle \rho _{B}} 描述：:120-125，128-129
{\displaystyle \rho _{A}={\hbox{tr}}_{B}(\rho )} 、
{\displaystyle \rho _{B}={\hbox{tr}}_{A}(\rho )} ；
其中，{\displaystyle {\hbox{tr}}_{B}} 、{\displaystyle {\hbox{tr}}_{A}} 分別是對於子系統{\displaystyle B} 、{\displaystyle A} 的偏跡數（partial trace）。
這複合系統的兩個子系統之間沒有任何關聯（沒有任何量子關聯或經典關聯），若且唯若 {\displaystyle \rho } 是 {\displaystyle \rho _{A}} 與 {\displaystyle \rho _{B}} 的張量積：
{\displaystyle \rho =\rho _{A}\otimes \rho _{B}} 。

#### 約化密度算符
約化密度算符最先由保羅·狄拉克於1930年提出。假設兩個希爾伯特空間{\displaystyle H_{A}}、{\displaystyle H_{B}}的規範正交基分別為{\displaystyle \{|a_{i}\rangle _{A}\}}、{\displaystyle \{|b_{j}\rangle _{B}\}}，分別在這兩個希爾伯特空間{\displaystyle H_{A}}、{\displaystyle H_{B}}的兩個子系統{\displaystyle A}、{\displaystyle B}所組成的複合系統，其量子態為純態{\displaystyle |\psi \rangle }，其密度算符{\displaystyle \rho }為
{\displaystyle \rho =|\psi \rangle \langle \psi |}。
取密度算符{\displaystyle \rho }對於子系統{\displaystyle B}的偏跡數，可以得到子系統{\displaystyle A}的約化密度算符{\displaystyle \rho _{A}}：
{\displaystyle \rho _{A}\ {\stackrel {\mathrm {def} }{=}}\ \sum _{j}\langle b_{j}|_{B}\left(|\psi \rangle \langle \psi |\right)|b_{j}\rangle _{B}={\hbox{tr}}_{B}(\rho )}。
例如，糾纏態{\displaystyle |\psi \rangle _{AB}=(|0\rangle _{A}\otimes |1\rangle _{B}-|1\rangle _{A}\otimes |0\rangle _{B})/{\sqrt {2}}}，其子系統{\displaystyle A}的約化密度算符{\displaystyle \rho _{A}}為
{\displaystyle \rho _{A}={\frac {1}{2}}{\bigg (}|0\rangle _{A}\langle 0|_{A}+|1\rangle _{A}\langle 1|_{A}{\bigg )}}。
如同預想，這公式演示出，子系統{\displaystyle A}的約化密度算符{\displaystyle \rho _{A}}為混合態。

## 範例

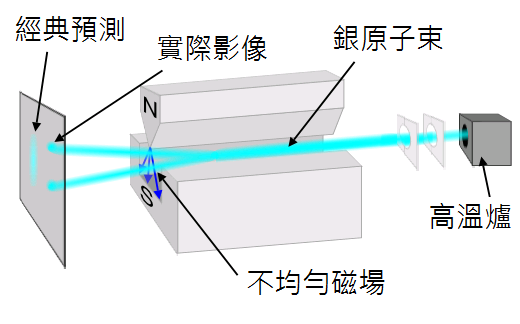
設定斯特恩-革拉赫實驗儀器的磁場方向為z-軸，入射的銀原子束可以被分裂成兩道銀原子束，每一道銀原子束代表一種量子態，上旋或下旋。

如右圖所示，使用z-軸方向的斯特恩-革拉赫實驗儀器，可以將入射的銀原子束，依照自旋的z-分量 {\displaystyle S_{z}} 分裂成兩道，一道的 {\displaystyle S_{z}} 為上旋，標記為   {\displaystyle |z+\rangle } ，另一道的 {\displaystyle S_{z}} 為下旋，標記為 {\displaystyle |z-\rangle } 。

### z-軸方向
- 態向量：{\displaystyle |z+\rangle ={\begin{bmatrix}1\\0\end{bmatrix}}} 。

密度矩陣：{\displaystyle \varrho _{z+}=|z+\rangle \langle z+|={\begin{bmatrix}1\\0\end{bmatrix}}{\begin{bmatrix}1&0\end{bmatrix}}={\begin{bmatrix}1&0\\0&0\end{bmatrix}}} 。
- 態向量：{\displaystyle |z-\rangle ={\begin{bmatrix}0\\1\end{bmatrix}}} 。

密度矩陣：{\displaystyle \varrho _{z-}=|z-\rangle \langle z-|={\begin{bmatrix}0\\1\end{bmatrix}}{\begin{bmatrix}0&1\end{bmatrix}}={\begin{bmatrix}0&0\\0&1\end{bmatrix}}} 。

### x-軸方向
- 態向量：{\displaystyle |x+\rangle ={\begin{bmatrix}{\frac {1}{\sqrt {2}}}\\{\frac {1}{\sqrt {2}}}\end{bmatrix}}} 。

密度矩陣：{\displaystyle \varrho _{x+}=|x+\rangle \langle x+|={\begin{bmatrix}{\frac {1}{\sqrt {2}}}\\{\frac {1}{\sqrt {2}}}\end{bmatrix}}{\begin{bmatrix}{\frac {1}{\sqrt {2}}}&{\frac {1}{\sqrt {2}}}\end{bmatrix}}={\begin{bmatrix}{\frac {1}{2}}&{\frac {1}{2}}\\{\frac {1}{2}}&{\frac {1}{2}}\end{bmatrix}}} 。
- 態向量：{\displaystyle |x-\rangle ={\begin{bmatrix}{\frac {1}{\sqrt {2}}}\\-{\frac {1}{\sqrt {2}}}\end{bmatrix}}} 。

密度矩陣：{\displaystyle \varrho _{x-}=|x-\rangle \langle x-|={\begin{bmatrix}{\frac {1}{\sqrt {2}}}\\-{\frac {1}{\sqrt {2}}}\end{bmatrix}}{\begin{bmatrix}{\frac {1}{\sqrt {2}}}&-{\frac {1}{\sqrt {2}}}\end{bmatrix}}={\begin{bmatrix}{\frac {1}{2}}&-{\frac {1}{2}}\\-{\frac {1}{2}}&{\frac {1}{2}}\end{bmatrix}}} 。

### y-軸方向
- 態向量：{\displaystyle |y+\rangle ={\begin{bmatrix}{\frac {1}{\sqrt {2}}}\\{\frac {i}{\sqrt {2}}}\end{bmatrix}}} 。

密度矩陣：{\displaystyle \varrho _{y+}=|y+\rangle \langle y+|={\begin{bmatrix}{\frac {1}{\sqrt {2}}}\\{\frac {i}{\sqrt {2}}}\end{bmatrix}}{\begin{bmatrix}{\frac {1}{\sqrt {2}}}&-{\frac {i}{\sqrt {2}}}\end{bmatrix}}={\begin{bmatrix}{\frac {1}{2}}&-{\frac {i}{2}}\\{\frac {i}{2}}&{\frac {1}{2}}\end{bmatrix}}} 。
- 態向量：{\displaystyle |y-\rangle ={\begin{bmatrix}{\frac {1}{\sqrt {2}}}\\-{\frac {i}{\sqrt {2}}}\end{bmatrix}}} 。

密度矩陣：{\displaystyle \varrho _{y-}=|y-\rangle \langle y-|={\begin{bmatrix}{\frac {1}{\sqrt {2}}}\\-{\frac {i}{\sqrt {2}}}\end{bmatrix}}{\begin{bmatrix}{\frac {1}{\sqrt {2}}}&{\frac {i}{\sqrt {2}}}\end{bmatrix}}={\begin{bmatrix}{\frac {1}{2}}&{\frac {i}{2}}\\-{\frac {i}{2}}&{\frac {1}{2}}\end{bmatrix}}} 。

### 完全隨機粒子束
完全隨機粒子束的量子態不是純態，它可以由50% {\displaystyle |z+\rangle } 純態與50% {\displaystyle |z-\rangle } 純態組成：
{\displaystyle \varrho ={\frac {1}{2}}\varrho _{z+}+{\frac {1}{2}}\varrho _{z-}={\frac {1}{2}}\left[{\begin{bmatrix}1&0\\0&0\end{bmatrix}}+{\begin{bmatrix}0&0\\0&1\end{bmatrix}}\right]={\begin{bmatrix}0.5&0\\0&0.5\end{bmatrix}}} 。
它也可以由50% {\displaystyle |x+\rangle } 純態與50% {\displaystyle |x-\rangle } 純態組成：
{\displaystyle \varrho ={\frac {1}{2}}\varrho _{x+}+{\frac {1}{2}}\varrho _{x-}={\frac {1}{2}}\left[{\begin{bmatrix}0.5&0.5\\0.5&0.5\end{bmatrix}}+{\begin{bmatrix}0.5&-0.5\\-0.5&0.5\end{bmatrix}}\right]={\begin{bmatrix}0.5&0\\0&0.5\end{bmatrix}}} 。
另外，它還可以由50% {\displaystyle |y+\rangle } 純態與50% {\displaystyle |y-\rangle } 純態組成，因此可見，不同的組合仍可得到同樣的混合態。
一般而言，完全隨機粒子束的 {\displaystyle N\times N} 密度矩陣 {\displaystyle \varrho } ，經過對角化之後，可以寫為:186
{\displaystyle \varrho ={\frac {1}{N}}{\begin{bmatrix}1&0&0&\cdots &0\\0&1&0&\cdots &0\\0&0&1&\cdots &0\\\vdots &\vdots &\vdots &\ddots &\vdots \\0&0&0&\cdots &1\\\end{bmatrix}}} 。

## 热平衡态
对于一组能量本征态{\displaystyle |\psi _{n}\rangle }，热平衡下的混态：
{\displaystyle \rho =\sum _{n}\omega _{n}|\psi _{n}\rangle \langle \psi _{n}|}
其中{\displaystyle p_{n}=\exp(-E_{n}/kT)/Z}，以及{\displaystyle Z=\displaystyle {\textstyle \sum _{n}}\exp(-E_{n}/kT)}是配分函数。对于不含时哈密顿算符，热平衡的混态是不随时间演化的。

## 馮諾伊曼方程式
薛丁格方程式描述純態怎樣隨著時間流逝而演化，馮諾伊曼方程式描述密度算符怎樣隨著時間流逝而演化。實際而言，這兩種方程式等價，因為它們彼此都可以推導出對方。假設，在時間 {\displaystyle t_{0}} ，量子系統的密度算符為
{\displaystyle \rho (t_{0})=\sum _{i}w_{i}|\psi _{i}(t_{0})\rangle \langle \psi _{i}(t_{0})|} ；
其中，量子系統在時間 {\displaystyle t_{0}} 處於純態 {\displaystyle |\psi _{i}(t_{0})\rangle } 的機率是 {\displaystyle w_{i}}
假若不攪擾這量子系統，則機率 {\displaystyle w_{i}} 跟時間無關。在時間 {\displaystyle t} ，純態 {\displaystyle |\psi _{i}(t)\rangle } 遵守含時薛丁格方程式
{\displaystyle i\hbar {\frac {\partial }{\partial t}}|\psi _{i}(t)\rangle =H|\psi _{i}(t)\rangle } ，
其中，{\displaystyle \hbar } 是約化普朗克常數，{\displaystyle H} 是哈密頓算符。
所以，馮諾伊曼方程式表示為
{\displaystyle {\begin{aligned}i\hbar {\frac {\partial }{\partial t}}\rho (t)&=\sum _{i}w_{i}(H|\psi _{i}(t)\rangle \langle \psi _{i}(t)|-|\psi _{i}(t)\rangle \langle \psi _{i}(t)|H)\\&=-[\rho ,H]\\\end{aligned}}} ；
其中，方括弧代表對易算符。
注意到只有當採用薛丁格繪景時（必須採用薛丁格繪景來計算密度算符）這方程式才成立，雖然這方程式看起來很像海森堡繪景的海森堡方程式，唯一差別是關鍵的正負號：
{\displaystyle {\frac {dA^{(H)}}{dt}}=-\ {\frac {i}{\hbar }}[A^{(H)},H]} ；
其中，{\displaystyle A^{(H)}} 是某種採用海森堡繪景的算符。
在海森堡繪景裏，密度算符與時間無關，正負號差別確使期望值 {\displaystyle \langle A\rangle } 對於時間的導數會得到與薛丁格繪景相同的結果。
假若哈密頓算符不含時，則可從馮諾伊曼方程式推導出
{\displaystyle \rho (t)=e^{-iHt/\hbar }\rho (0)e^{iHt/\hbar }} 。

## 馮諾伊曼熵

對於兩體純態系統，馮諾伊曼熵 （豎軸）與本徵值 （橫軸）之間的關係曲線。

在量子統計力學（quantum statistical mechanics）裏，馮諾伊曼熵（von Neumann entropy）是經典統計力學關於熵概念的延伸。對於密度矩陣為 {\displaystyle \varrho } 的混合態，馮諾伊曼熵定義為:301
{\displaystyle \sigma \ {\stackrel {def}{=}}\ -\mathrm {tr} (\varrho \ln \varrho )} 。
這公式涉及到矩陣對數（logarithm of a matrix），似乎很難計算，但密度算符 {\displaystyle \rho } 是自伴算符，具有譜表示:186-188
{\displaystyle \rho =\sum _{i}a_{i}|a_{i}\rangle \langle a_{i}|} ；
其中，{\displaystyle |a_{i}\rangle } 是本徵值為 {\displaystyle a_{i}} 的本徵態，所有 {\displaystyle |a_{i}\rangle } 形成一個規範正交基。
因此，可以將密度矩陣 {\displaystyle \varrho } 對角化，將馮諾伊曼熵更簡單地以對角化後的密度矩陣 {\displaystyle \varrho } 定義為
{\displaystyle \sigma =-\sum _{i}\varrho _{ii}\ln \varrho _{ii}} 。
馮諾伊曼熵 {\displaystyle \sigma } 又可以寫為
{\displaystyle \sigma =-\sum _{i}a_{i}\ln a_{i}} 。
從這形式，可以推論馮諾伊曼熵與經典信息論裏的夏農熵（Shannon entropy）相關。
在這裏，可以視每一個本徵值 {\displaystyle a_{i}} 為處於本徵態 {\displaystyle |a_{i}\rangle } 的機率。假若某事件的發生機率為零，則這事件不應貢獻出絲毫馮諾伊曼熵。從數學而言，以下極限為零：
{\displaystyle \lim _{a\to 0}a\log a=0} 。
因此，可以採用約定
{\displaystyle 0\log 0=0} 。
純態的馮諾伊曼熵為零，因為其密度矩陣對角化之後，只有一個元素為1，其它均為0。即所有對角元素 {\displaystyle a_{i}} 必定滿足 {\displaystyle a_{i}=0} 或 {\displaystyle \ln a_{i}=0} 。
完全隨機混合態的 {\displaystyle N\times N} 密度矩陣，其馮諾伊曼熵 {\displaystyle \sigma } 為
{\displaystyle \sigma =-\sum _{i}{\frac {1}{N}}\ln {\frac {1}{N}}=\ln N} 。
假若，將馮諾伊曼熵視為量子系統失序現象的一種量度，則純態擁有最小的馮諾伊曼熵 {\displaystyle 0} ，而完全隨機混合態擁有最大的馮諾伊曼熵 {\displaystyle \ln N} 。
每一次做投影測量，馮諾伊曼熵都會增加，永遠不會減少，但是，對於廣義測量（generalized measurement），馮諾伊曼熵可能會減少。混合態的馮諾伊曼熵永遠不小於零。因此，純態可以通過投影測量改變為混合態，但是，非純態的混合態永遠無法通過投影測量改變為純態。投影測量這動作促成了一種基本不可逆性的對於密度算符的改變，如同波函數塌縮。實際而言，相當反直覺地，投影測量這動作抹除了複合系統的量子相干性。更詳盡內容，請參閱條目量子退相干。
一個量子系統的子系統可以從混合態改變為純態，但是所附出的代價是其它部分的馮諾伊曼熵會增加，就好似將一個物體放進冰箱來降低其熵，冰箱熱交換器外的空氣會變暖，而所增加的熵會比物體所減少的熵更多。更詳盡內容，請參閱條目熱力學第二定律。

## 參閱
- 玻恩法則（Born rule）
- 格里森定理（Gleason's theorem）
- 密度泛函理論